# As Long as You Love Me (Justin Bieber)
As Long as You Love Me è il secondo singolo estratto da Believe, album del cantante canadese Justin Bieber. È stato scritto da Rodney Jerkins, Andre Lindal, Nasri Atweh, Sean Anderson e Justin Bieber.
Inizialmente pubblicato come singolo promozionale, As Long as You Love Me è diventato il secondo singolo dell'album.

## Il disco
Il singolo ha venduto oltre 2 046 000 copie negli Stati Uniti durante il 2012.
Il video del singolo ha ottenuto la certificazione Vevo.

## Promozione
Bieber ha cantato per la prima volta la canzone a Oslo, durante il suo Believe Tour. Si è esibito anche con Big Sean ai Teen Choice Awards del 2012 in un medley con Boyfriend. Sempre con Big Sean, si è esibito al talent show America's Got Talent.

## Classifiche
| Classifica (2012) | Posizione massima |
| ----------------- | ----------------- |
| Australia         | 8                 |
| Austria           | 63                |
| Belgio (Fiandre)  | 31                |
| Belgio (Vallonia) | 41                |
| Canada            | 9                 |
| Danimarca         | 6                 |
| Finlandia         | 18                |
| Francia           | 48                |
| Irlanda           | 28                |
| Norvegia          | 4                 |
| Nuova Zelanda     | 6                 |
| Paesi Bassi       | 33                |
| Regno Unito       | 25                |
| Spagna            | 37                |
| Stati Uniti       | 6                 |
| Svezia            | 23                |
| Svizzera          | 55                |

### Classifiche di fine anno
| Classifica (2012) | Posizione |
| ----------------- | --------- |
| Australia         | 78        |
| Stati Uniti       | 34        |